# لی ونون
لی وِنوِن (انگلیسی: Li Wenwen؛ زادهٔ ۵ مارس ۲۰۰۰) وزنه‌بردار زن اهل چین است.
وی در مسابقات بین‌المللی در مجموع برندهٔ ۸ مدال طلا شده‌است.